# Seznam skladeb Gioacchina Rossiniho

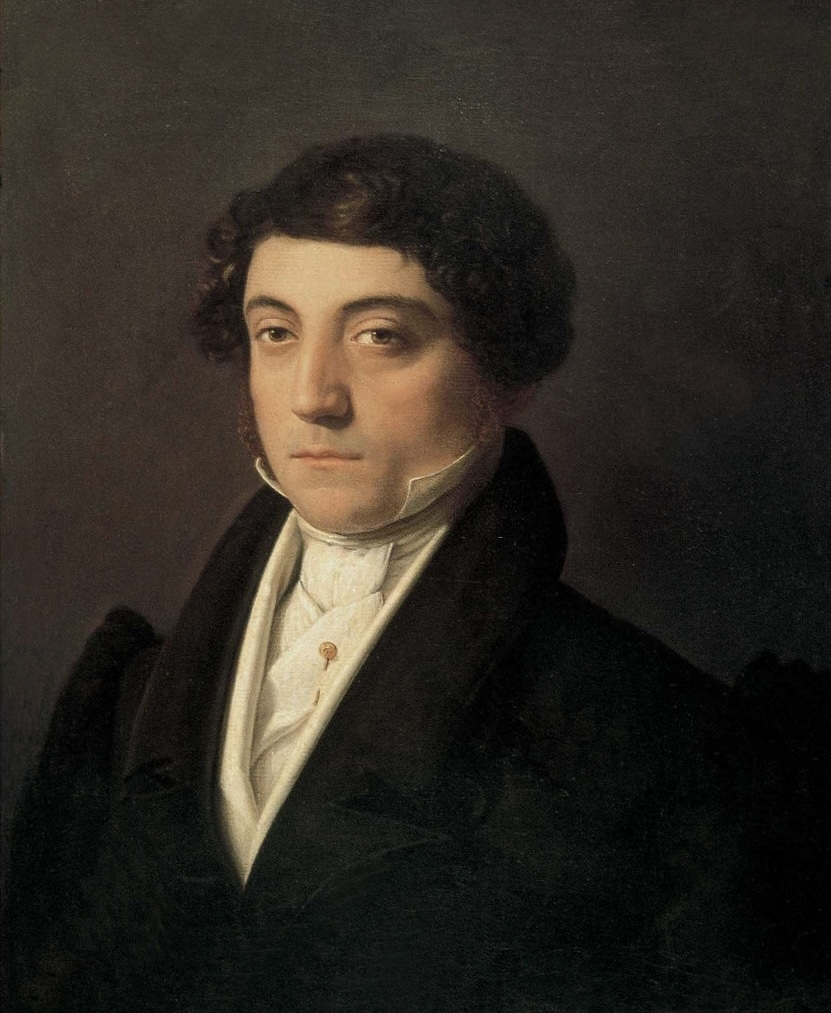
Portrét Gioacchina Rossiniho od Vincenza Camucciniho, Museo Teatrale alla Scala v Miláně.

Toto je seznam děl italského skladatele Gioacchina Rossiniho (1792–1868).

## Scénická hudba
- Edipo a Colono (1817)

## Kantáty
- Il pianto d'armonia sulla morte di Orfeo (1808)
- La morte di Didone (1811)
- Dalle quete e pallid'ombre (1812)
- Egle ed Irene (1814)
- L'aurora (1815)
- Le nozze di Teti e di Peleo (1816)
- Omaggio umiliato (1819)
- Kantata ... 9 maggio 1819 (1819)
- Argene e Melania. Cantata profana per soli, coro e orchestra. Nepublikovaná. Nejprve provedena jako La Riconoscenza - Cantata quattro voci v roce 1821.
- Giunone (před rokem 1822)
- La santa alleanza (1822)
- Il vero omaggio (1822)
- Omaggio pastorale (1823)
- Il pianto delle muse v morte di Lord Byron (1824)
- Cantata per il battesimo del figlio del banchiere Aguado (1827)
- L'armonica cetra del nune (1830)
- Giovanna d'Arco (1832, revize 1852. Původně napsaná jen pro klavír, je ale často slyšet v uspořádání Salvatora Sciarrina)
- Cantata in onore del sommo pontefice Pio IX (1847)

## Instrumentální hudba
- Sei sonate a quattro (1804)
- Sinfonia "al konvenello" (1806)
- Cinque duets pour cor (1806)
- Sinfonia (1808, použita v L'inganno felice )
- Sinfonia (1809, použita v La cambiale di matrimonio et Adelaide di Borgogna )
- Sinfonia "obbligata a contrabasso" (1807–10)
- Variazzioni di clarinetto (1809)
- Quartetto per flauto, clarinetto, fagotto e corno (1810?)
- Andante e tema con variazioni (1812)
- Úvod, téma a variace pro klarinet a orchestr (1819)
- Andante e tema con variazioni per arpa e vioino (1820)
- Passo doppio 1822 (variace na Di tanti palpiti z Tancrediho )
- Valse (1823)
- Serenata (1823)
- Duetto per violoncello e contrabasso (1824)
- Rendez-vous de chasse (1828)
- Fantaisie (1829)
- Trois marches militaires (1837)
- Concerto per fagotto ed orchestra (1845)
- Scherzo (1843)
- Tema originale di Rossini variato per violino da Giovacchino Giovacchini (1845)
- Marcia (1852)
- Thème de Rossini suivi de deux variations et coda par Moscheles père (1860)
- La corona d'Italia (1868)

## Komorní hudba
- Sonáta č. 1 G dur
- Sonata č. 2 A dur
- Sonata č. 3 C dur
- Sonáta č. 4 B dur
- Sonata č. 5 E dur
- Sonáta č. 6 D dur

## Duchovní hudba
- Quoniam (1813)
- Messa di Gloria (1820)
- Preghiera (1820)
- Tantum ergo (1824)
- Stabat mater (první verze 1831, druhá verze 1841)
- Trois choeurs religieux ("La foi, l'espérance, la charité," 1844)
- Tantum ergo (1847)
- O Salutaris Hostia (1857)
- Laus deo (1861)
- Petite messe solennelle (první verze 1863, druhá verze 1867)

## Světská vokální hudba
- Se il vuol la molinara (1801)
- Spirate Dolce aurette che spirate (1810)
- La mia pace io già perdei (1812)
- Qual voce, quai note (1813)
- Alla voce della gloria (1813)
- Amore mi assisti (1814)
- Il trovatore (1818)
- Il carnevale di Venezia (Řím, 1821)
- Belta crudele (1821)
- La pastorella (1821)
- Canzonetta spagnuola (1821)
- Infelice ch'io syn (1821)
- Addio ai viennesi (1822)
- Dall'oriente l'astro del giorno (1824)
- Ridiamo, cantiamo, che tutto sen va (1824)
- In giorno si bello (Londýn, 1824)
- Tre quartetti da fotoaparát (1827)
- Les adieux à Řím (1827)
- Orage et beau temps (1829/30)
- La passeggiata (Madrid, 1831)
- La dichiarazione (1834)
- Les soirées musicales (1830–1835)
  - La promessa
  - La regata veneziana
  - L'invito
  - La gita v gondole
  - Il rimprovero
  - La pastorella dell'Alphi
  - La partenza
  - La pesca
  - La Danza
  - La serenata
  - L'orgia
  - Li marinara
- Deux nocturnes: 1. Adieu a l'Italie, 2. Le départ (1836)
- Nizza (1836)
- L'âme délaissée (1844)
- Francesca da Rimini (1848)
- Mi lagnerò tacendo (1858)

## Péchés de vieillesse
Péchés de vieillesse (Hříchy stáří), sbírka 150 vokálních, komorních a sólových klavírních skladeb z let 1857 až 1868
- Vol I Album italiano
- Vol II Album Français
- Vol III Morceaux réservés
- Vol IV Quatre hors-d'œuvre et quatre mendiants
- Vol V Album pour les enfants adolescents
- Vol VI Album pour les enfants dégourdis
- Vol VII Album de chaumière
- Vol. VIII Album de château
- Vol IX Album pour piano, violon, violoncelle, harmonium et cor
- Vol X Miscellanées pour piano
- Vol. XI Miscellanées de musique vocale
- Vol XII Quelques riens nalít album
- Vol XIII Musique anodine
- Vol XIV Altri péchés de vieillesse

## Rossinimu nesprávně připisované
- Duetto buffo di due gatti (Kočičí duet)